# 11월 26일
11월 26일은 그레고리력으로 330번째(윤년일 경우 331번째) 날에 해당한다.

## 사건
- 1778년 - 영국의 탐험가 제임스 쿡 선장이 유럽인으로서는 최초로 마우이섬을 방문하다.
- 1883년 - 조영 통상 조약 체결.
- 1925년 - 전남 나주서 동양척식주식회사 소작인 1만여 명이 일본경찰과 충돌.
- 1935년 - 3·1운동 민족대표 33인중 1인인 영계 길선주 목사 세상 떠남.
- 1938년 - 소련-폴란드 불가침조약 갱신
- 1940년 - 고바야시 세이조가 타이완 총독직에서 물러났다.
- 1941년 - 헐 미 국무장관, 일본에 중국침략에서 손을 떼도록 최후통첩.
- 1977년 - 애슈타 전파납치 사건이 일어나다.
- 1988년 - 전국언론노조 창립, 초대위원장 권영길, 41개 언론사 노조 참여
- 1988년 - 대한민국-소련 영사관계 수립 합의
- 2003년 - 콩코드 초음속 여객기가 운항을 중단하다.
- 2006년 - 대한민국의 정치인 성재기가 남성인권신장 단체인 반여성주의남성해방연대(남성연대의 전신)를 설립하다.
- 2015년 - 대한민국의 제14대 대통령 김영삼의 영결식이 진행되다.

## 문화
- 1906년 - 이인직 신소설 《혈의 누》 발표.
- 1922년 - 하워드 카터가 이집트의 왕가의 계곡에서 파라오 투탕카멘의 무덤을 발굴하다.
- 1938년 - 조선일보, 제1회 영화제 부민관 개최.
- 1955년 - 소련, TNT 100만톤급의 수소폭탄 실험 성공.
- 1963년 - 한국전기연구소 조연옥 박사팀, 고출력 탄산가스레이저 발진기 첫 개발.
- 1965년 - 프랑스 최초의 인공위성 'A1' 발사.
- 1979년 - 국제올림픽위원회, 중국의 올림픽 복귀 결정.
- 1986년 - 대한민국, 조선민주주의인민공화국의 금강산 댐 건설에 대응할 ‘평화의 댐’ 건설 발표.
- 1987년 - 대한민국의 강원도 영서 남부 지역의 문화방송 원주MBC TV 연주소 개국.
- 1992년 - 원측 대사의 '해심밀경소' 진본 발견
- 1996년 - 전라북도 부안군 앞 바다서 맘모스 어금니 발견.
- 1997년 - 재미동포들, '모국에 달러 보내기 운동' 시작.
- 1997년 - 대구 도시철도 1호선의 진천역~중앙로역 구간이 개통되었다.
- 1999년 - 지리산 실상사서 대한민국 최대 목탑터 발견.

## 탄생
- 656년 - 당 고종의 7남 측천무후의 3남 당 중종.  (~710년)
- 1553년 - 조선 선조의 후궁 공빈 김씨. (~1577년)
- 1720년 - 조선 시대 후기의 왕족 종실 낙천군. (~1737년)
- 1857년 - 스위스의 언어학자 페르디낭 드 소쉬르. (~1913년)
- 1871년 - 이탈리아의 종교인 루이지 스투르초. (~1959년)
- 1876년 - 미국의 공학자 윌리스 캐리어. (~1950년)
- 1878년 - 구한말의 의병장 신돌석. (~1908년)
- 1917년 - 대한민국의 화가 장욱진. (~1990년)
- 1922년 - 미국의 만화가 찰스 M. 슐츠. (~2000년)
- 1925년 - 우루과이의 군인, 정치가 그레고리오 알바레스. (~2016년)
- 1939년
  - 미국의 가수, 배우 티나 터너. (~2023년)
  - 미국의 배우 마크 마골리스. (~2023년)
  - 말레이시아의 제5대 총리 압둘라 아맛 바다위. (~2025년)
- 1940년 - 이탈리아의 수학자 엔리코 봄비에리.
- 1947년 - 대한민국의 배우 민욱. (~2017년)
- 1948년 - 미국의 참전 군인, 경찰관 살해 범죄자 앤드류 브래넌. (~2015년)
- 1949년 - 조선민주주의인민공화국의 외교관, 정치인 김형준.
- 1950년 - 독일의 축구 선수 디터 부르덴스키. (~2024년)
- 1952년 - 대한민국의 가수, 작곡가 엄인호.
- 1957년 - 미국의 시각 예술가 펠릭스 곤살레스토레스. (~1996년)
- 1958년 - 핀란드의 레슬링 선수 타피오 시필래.
- 1960년
  - 대한민국의 배우 강신일.
  - 대한민국의 의사, 정치인 서명옥.
- 1961년
  - 대한민국의 배우 이승현.
  - 미국의 프로레슬링 선수 리사 모레티.
- 1962년 - 대한민국의 언론인, 정치인 진성호.
- 1963년 - 대한민국의 공무원 한문희.
- 1964년
  - 대한민국의 시사평론가, 정치인 황장수.
  - 대한민국의 정치인 김재원.
- 1969년 - 대한민국의 시사 만화가 박순찬.
- 1972년
  - 러시아의 정치인 세르게이 악쇼노프.
  - 미국의 소설가 제임스 대시너.
- 1973년 - 일본의 성우, 타카기 레이코.
- 1975년
  - 미국의 DJ, 음악 프로듀서 DJ 칼리드.
  - 대한민국의 뮤지컬 배우 신영숙.
- 1976년 - 대한민국의 강사 정승제.
- 1978년 - 일본의 성우 후쿠야마 쥰.
- 1979년 - 대한민국의 가수 박진.
- 1980년
  - 일본의 가수 오노 사토시 (아라시).
  - 중화민국의 싱어송라이터, 배우 니키 리.
  - 미국의 극작자, 영화감독 레슬리 헤들런드.
- 1981년 - 대한민국의 가수 영지.
- 1982년 - 대한민국 배우 송원근.
- 1983년
  - 일본의 성우 카토 에미리
  - 일본의 가수 마루야마 류헤이 (칸쟈니∞).
- 1984년
  - 대한민국의 배우 김경남.
  - 자메이카의 전 축구 선수 라이언 존슨.
- 1985년
  - 대한민국의 성우 김하영.
  - 과테말라의 배우 아르투로 카스트로.
  - 크로아티아의 축구 선수 니콜라 포크리바치. (~2025년)
- 1986년
  - 대한민국의 레이싱 모델 윤미진.
  - 일본의 성우 이토 카나에.
- 1987년 - 오스트레일리아의 테니스 선수 매슈 에브덴.
- 1988년
  - 대한민국의 전직 축구 선수 김도엽.
  - 대한민국의 기타연주가 윌리K.
- 1989년 - 대한민국의 가수 블루비.
- 1990년
  - 영국의 가수 리타 오라.
  - 대한민국의 스타그래프트 프로게이머 김정훈.
  - 대한민국의 교사 최혜정. (~2014년)
- 1991년
  - 대한민국의 바둑 기사 강유택.
  - 이탈리아의 축구 선수 마놀로 가비아디니.
- 1992년 - 대한민국의 아나운서 이혜성.
- 1993년
  - 대한민국의 축구 선수 이광훈.
  - 일본의 가수 오노 에레나.
  - 중화민국의 역도 선수 궈싱춘.
- 1994년
  - 대한민국의 배우 한예린.
  - 대한민국의 배우 박지현.
  - 대한민국의 가수 이형석 (더 맨 블랙).
  - 대한민국의 뮤지컬 배우 윤현선.
- 1995년
  - 대한민국의 가수, 작곡가 세아.
  - 일본의 아이돌 이즈타 리나. (CGM48)
  - 대한민국의 가수, 모델 서연.
- 1996년
  - 대한민국의 배우 윤찬.
  - 스페인의 축구 선수 마르크 로카.
- 1997년 - 잉글랜드의 축구 선수 에런 완비사카.
- 1998년 - 대한민국의 리그 오브 레전드 프로게이머 박인수.
- 1999년
  - 대한민국의 가수 우영.
  - 몽골의 유도 선수 바부도르징 바상후.
- 2002년 - 네팔의 수영 선수 가우리카 싱.

### 미상
- 대한민국의 베이스연주가 오제경. (오드)
- 대한민국의 가수 김명수. (엔분의일)

## 사망
- 399년 - 기독교의 성인 교황 시리치오. (334년~)
- 1478년 - 조선의 문신, 성리학자, 한글학자 정인지. (?~)
- 1504년 - 스페인의 초대 여왕 이사벨 1세. (1451년~)
- 1855년 - 폴란드의 시인, 작가 아담 미츠키에비치. (1798년~)
- 1857년 - 독일의 시인, 소설가 요제프 폰 아이헨도르프 남작. (1788년~)
- 1935년 - 대한민국의 독립운동가, 목사 길선주. (1869년~)
- 1952년 - 스웨덴의 탐험가 스벤 헤딘. (1865년~)
- 1989년 - 대한민국의 정치인 김정식. (1915년~)
- 1996년 - 일제강점기의 교수, 역사학자 김석형. (1915년~)
- 2011년 - 대한민국의 군인 유재흥. (1921년~)
- 2014년 - 대한민국의 기업인 구자명. (1952년~)
- 2018년
  - 이탈리아의 영화감독 베르나르도 베르톨루치. (1941년~)
  - 미국의 해양학자, 애니메이션 감독 스티븐 힐런버그. (1961년~)
- 2019년 - 스위스의 축구 선수, 축구 감독 야코프 쿤. (1943년~)
- 2020년
  - 수단의 정치인 사디크 알마흐디. (1935년~)
  - 이탈리아의 영화배우 다리아 니콜로디. (1950년~)
- 2021년
  - 대한민국의 노동운동가, 정치인 권중동. (1932년~)
  - 미국의 작곡가, 음악가 스티븐 손드하임. (1930년~)
- 2022년
  - 포르투갈의 축구 선수 페르난두 고메스. (1956년~)
  - 벨라루스의 정치인 블라디미르 마케이. (1958년~)
  - 미국의 영화 감독 앨버트 피언. (1953년~)
- 2023년 - 대한민국의 공무원, 정치인 최낙정. (1953년~)

## 기념일
- 제헌절: 인도
- 규약의 날: 바하이교

## 같이 보기
- 전날: 11월 25일 다음날: 11월 27일 - 전달: 10월 26일 다음달: 12월 26일
- 음력: 11월 26일
- 모두 보기